# Dario Venegoni
Dario Venegoni (Milano, 21 febbraio 1951) è uno scrittore e giornalista italiano, e presidente nazionale dell'ANED.

## Biografia
Figlio di Carlo Venegoni e Ada Buffulini, deportati politici nel campo di concentramento nazifascista di Bolzano, è noto per i suoi studi sui campi di internamento, concretizzatisi poi in articoli, libri, mostre e film. Come giornalista ha collaborato con il Corriere della Sera e l'Unità. Dal 1993 al 1999 è stato direttore della rivista ufficiale dell'ANED Triangolo Rosso dedicata alla deportazione e alla memoria degli internati nelle diverse tipologie dei campi nazifascisti. Ad ottobre 2015 succede a Gianfranco Maris come presidente nazionale dell'Associazione nazionale ex deportati nei campi nazisti.

## Consulenze, webmaster e mostre sulla deportazione
(Dario Venegoni)
Esperto in comunicazione, Venegoni ha prestato consulenza per diverse pubblicazioni, creato siti e curato mostre sulla deportazione.
I deportati politici dell'alto milanese nei lager nazisti, è una pubblicazione su una ricerca condotta su trecentoventi operai, sindacalisti e partigiani arrestati a Busto Arsizio, Gallarate, Arluno, Castano Primo, Legnano, Magenta, Rho e Saronno e condotti in diversi campi del Reich per lavorare come schiavi. Dalla fabbrica ai lager, è un libro dedicato alle testimonianze di familiari e deportati politici dell'area industriale di Sesto San Giovanni. La resistenza testimoniata tramite i disegni è una pubblicazione dal titolo: Buchenwald 1943 -1945, in cui due disegnatori antifascisti documentano gli orrori quotidiani di uno dei campi più famigerati, quello di Buchenwald.
Come webmaster, nel 1997, Venegoni realizza il sito web ufficiale dell'ANED, nel 2000 il sito ufficiale dell'ANPI. Cura inoltre per i partigiani combattenti di Legnano la storia dei quattro fratelli Venegoni, in particolare il racconto di Mauro, barbaramente ucciso dai fascisti e decorato post-mortem con la Medaglia d'oro al Valor Militare. Inoltre nel 2001 ha curato un sito per un'agenzia di viaggi di Milano che si occupa di viaggi per motivi di studio da parte di giovani in visita negli ex campi di concentramento nazisti.
Attivo oratore sulla deportazione anche nella giornata della memoria, Venegoni ha curato, promosso e prestato consulenza per diverse mostre, fra le quali si ricorda quella itinerante Oltre quel muro. La resistenza nel campo di Bolzano 1944-45. Per la giornata della memoria del 2018, ha prestato consulenza per la mostra In treno con Teresio. I deportati del trasporto 81 Bolzano-Flossenbürg.

## Opere
- 2017.  Il popolo numerato, Rovereto, Laboratori di storia.
- 2015.  Quel tempo terribile e magnifico, Milano, Mimesis edizioni, ISBN 978-88-5752-624-9.
- 2013. Ada e Carlo Venegoni sposi tra carcere e confino, in Patria Indipendente, periodico dell'ANPI, n. 1.[16]
- 2012. Lettere dal Lager, in Autori Vari, Lelio Basso, Edizioni Punto Rosso, Milano.
- 2011. E come potevamo noi cantare. Milano 1943-1945. Le deportazioni. Un film di Vera Paggi, Dario Venegoni e Leonardo Visco Gilardi. Regia di Massimo Buda. Fotografie di Paola Nessi.
- 2010. Stefano Ranieri e Dario Venegoni (a cura di), I nuovi testimoni dei Lager. Figli e nipoti di deportati raccontano, ANED Milano/Mimesis, Milano 2010. Con un saggio di David Bidussa[17]
- 2010. Olga Lucchi, Li presero ovunque. Storie di deportati umbri, Mimesis, Milano. Introduzione di Dario Venegoni.
- 2010. Enrico Fuselli e Gerardo Severino, Gli eroi del Ceresio. Storie di due Medaglie d'Oro al merito civile. Museo storico della Guardia di Finanza, Roma. Presentazione di Dario Venegoni.
- 2010. Un viaggio nel tempo. Il Lager di Bolzano ricostruito in 3D e animato. CD, 2010. Ideazione: Olga Lucchi e Dario Venegoni. Consulenza per le immagini e i contenuti: Dario Venegoni e Leonardo Visco Gilardi. Mediazione con il carcere di Spoleto: Olga Lucchi e Daniela Masciotti. Realizzazione grafica e animazione: Ye Jian Dong e Giovanni Spada. Tema musicale: Hell I, di Giovanni Sollima, per gentile concessione di Giovanni Sollima e Dedalo snc.
- 2007. "Oltre quel muro - La Resistenza nel campo di Bolzano 1944-45". Mostra documentaria realizzata da Dario Venegoni e Leonardo Visco Gilardi per conto della Fondazione Memoria della Deportazione ANED,  sotto l'Alto Patronato del Capo dello Stato per l'occasione viene pubblicato il libro dossier “Oltre il Muro”.[18]
- 2007. Con Oscar Brambani, La parola a figli e nipoti. La memoria della deportazione nel racconto dei familiari. Prefazione di Bruno Maida, ANED Milano, ISBN 978-88-8483-575-8.
- 2007. Coordinamento editoriale per la pubblicazione di Danuta Czech, "Kalendarium - Gli avvenimenti del campo di concentramento di Auschwitz 1939-1945". Traduzione di Gianluca Piccinini, Mimesis, Milano, pp. XXVIII + 850.
- 2005. Saggio su "L'avventura di 'Giacomo' e 'Marcella" in Giorgio Bouchard e Aldo Visco Gilardi, Un evangelico nel Lager. Fede e impegno civile nella vita di Ferdinando e Mariuccia Visco Gilardi, Claudiana - Torino, ISBN 88-7016-604-X Torino.
- 2004. Saggio su "Carlo Venegoni tra carcere, internamento e deportazione", in Dall'internamento alla libertà. Il campo di concentramento di Colfiorito, a cura di Olga Lucchi. Editoriale Umbra/ISUC, ISBN 88-88802-23-1. Foligno (PG).
- 2004. Saggio su "Carlo Venegoni tra carcere, internamento e deportazione", in Dall'internamento alla libertà. Il campo di concentramento di Colfiorito, a cura di Olga Lucchi. Editoriale Umbra/ISUC, ISBN 88-88802-23-1. Foligno (PG).
- 2004. Alice racconta. Una famiglia ebrea in fuga dai nazifascisti da Vienna a Ferramonti a Bergamo. A cura di Riccardo Schwamenthal. Prima edizione online a cura di Dario Venegoni. Milano.
- 2004. Uomini, donne e bambini nel Lager di Bolzano Una tragedia italiana in 7982 storie individuali (Seconda edizione riveduta, aprile 2005. Ricerca realizzata con il contributo dell'Unione Europea)[19], ANED, ISBN 88-8483-298-5.
- 2003. Calogero Sparacino, Diario di prigionia, a cura di Ada Buffulini, Fondazione Memoria della Deportazione - Biblioteca Archivio Aldo Ravelli. Seconda edizione a cura di Dario Venegoni. Milano.
- 2003. Quattro uomini liberi. Libro + Cassetta VHS (78 minuti) - Registrazione della serata straordinaria in memoria dei fratelli Venegoni (20 maggio 2002, piccolo Teatro di Milano) con Paola Cereda, Sergio Cofferati e Moni Ovadia. Testo di Paola Cereda, in collaborazione con Dario e Mauro Venegoni. Immagini a cura di Marina Venegoni. Ediesse, Roma.
- 2002. Quattro uomini liberi. Le passioni e le battaglie di Carlo, Mauro, Pierino e Guido Venegoni. Mostra documentaria in 32 pannelli a cura di Marina e Dario Venegoni[16].
- 1995. Ideazione e produzione del film "Testimoni" realizzato per conto dell'ANED nel cinquantesimo anniversario della liberazione dei campi nazistifascisti. Regia di Anna Missoni, Milano.